# Piero Mariani
Piero Mariani, all'anagrafe Pietro (Mortara, 4 dicembre 1911 – Cilavegna, 21 maggio 1990), è stato un calciatore italiano, di ruolo ala.

## Carriera
Giocò in Serie A con Inter, dalla stagione 1930/31 alla 1932/33, purtroppo per lui, gioca nello stesso ruolo dell'inamovibile Conti, è costretto, così, ad accontentarsi di poche partite.  Nel 1933/34 va in Serie B con la Vigevanesi e col Novara.

## Palmarès

### Club

#### Competizioni nazionali
- Serie C: 1

Novara: 1937-1938